# Gretchen Polhemus
Gretchen Polhemus (Texas, 12 maggio 1965) è una modella statunitense, eletta nel 1989 Miss USA.

## Carriera
Dopo aver vinto il titolo di Miss Texas, Gretchen Polhemus è stata incoronata trentottesima Miss USA nel 1989. È stata la quinta ed ultima di una serie di cinque vittorie consecutive del concorso da parte delle rappresentanti del Texas. In seguito è arrivata alla terza posizione del concorso Miss Universo. Dopo diverse esperienze di modella, la Polhemus ha lavorato come corrispondente sportiva per la ESPN e più recentemente per la CBS.